# Aerosolbombe

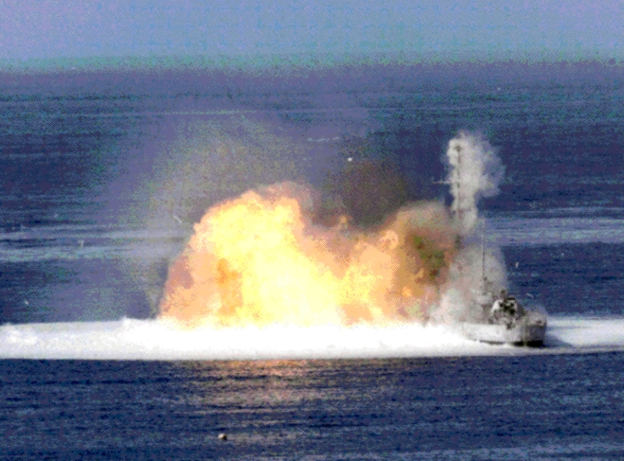
Test einer Aerosolbombe der US Navy neben dem ausrangierten Geleitzerstörer McNulty, 1972

Eine Aerosolbombe (englisch Fuel-Air Explosive (FAE) oder Fuel-Air Bomb, thermobaric bomb) umgangssprachlich auch Vakuumbombe oder Druckluftbombe, ist eine Waffe, deren Wirkung auf der Zündung einer als Aerosol verteilten Substanz ohne enthaltenes Oxidationsmittel beruht.

## Aufbau
Eine Aerosolbombe besteht aus einem Behälter mit einer brennbaren, meist gesundheitsgefährdenden Substanz, z. B. Ethylenoxid, Propylenoxid oder Decan. Zur Zündung werden zwei Sprengladungen verwendet: Durch die erste Sprengung wird der Brennstoff fein in der Luft verteilt, so dass ein Aerosol entsteht. Danach, typischerweise etwa 0,15 Sekunden später, wird die Aerosolwolke entzündet. Moderne Varianten der Aerosolbomben kommen allerdings inzwischen mit einer Sprengladung aus, die gleichzeitig sowohl die Verteilung als auch die Zündung übernimmt. Eine weitere Variante der Zündung ist das Phänomen der Hypergolität, bei der Substanzen sich nach der Vermischung selbst entzünden. Genutzt werden Mischungsverhältnisse von 1,5 % bis 6 % Benzin oder 5 % bis 15 % Methan in der Luft.
Hauptprobleme bei der Konstruktion dieser Waffen sind das Herstellen des richtigen Verhältnisses von Luft und Brennstoff für eine Deflagration und damit verbunden u. a. eine präzise Ausführung des Brennstoffbehälters, der dann für eine gleichmäßige Verteilung des Brennstoffs in der Luft sowie die genaue zeitliche Folge der Zündungen sorgt. Problematisch können auch Umweltfaktoren wie Wind und Sonneneinstrahlung sein, die die Waffenwirkung beeinflussen.
Ein Vorteil ist die größere Energiefreisetzung im Verhältnis zur Nutzlast der Munition gegenüber anderen militärischen Sprengstoffanwendungen.

## Wirkung

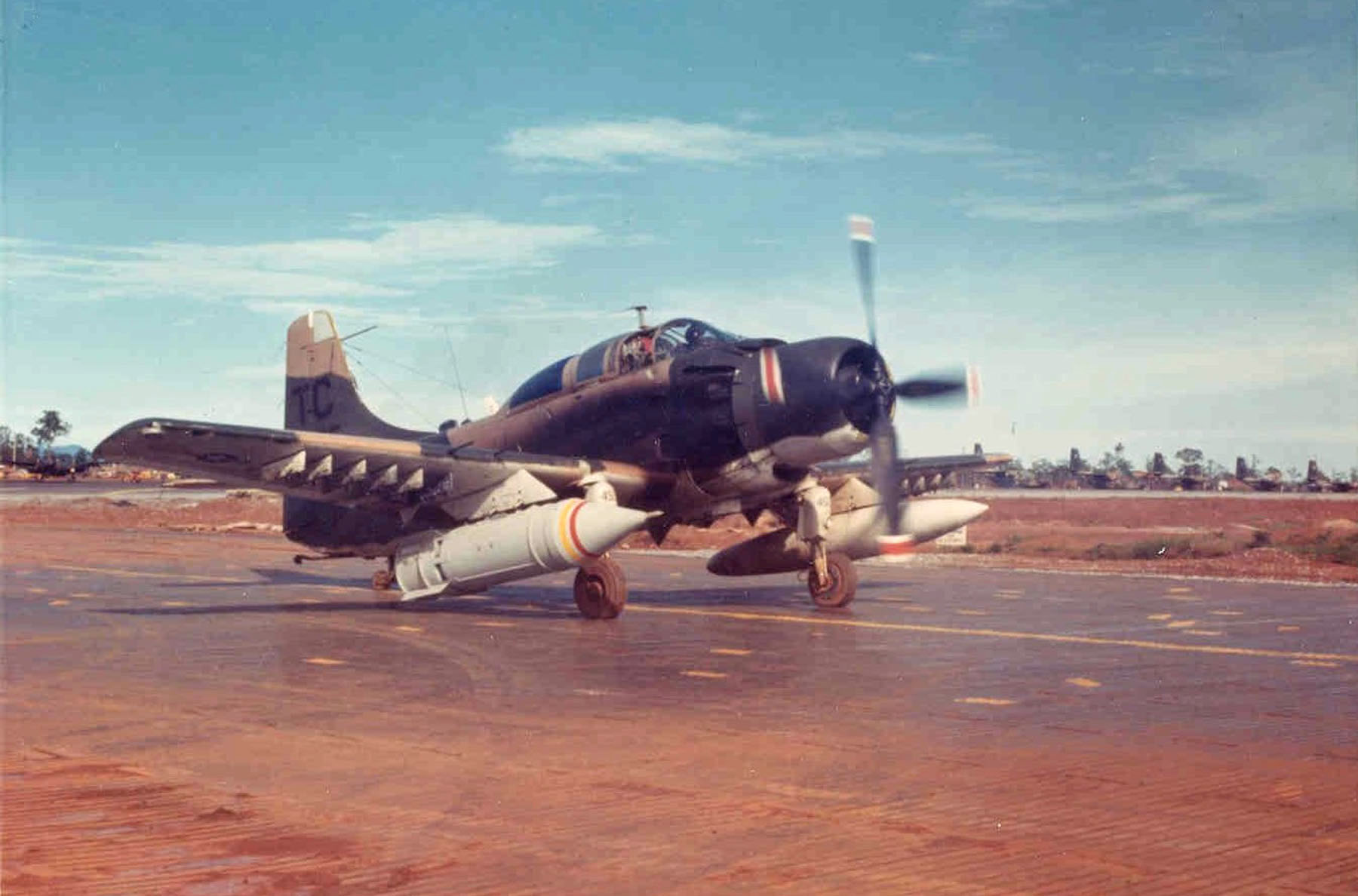
Eine A-1E der USAF mit einer BLU-72/B-Aerosolbombe im Vietnamkrieg

Die nach der Zündung durch die folgende Verpuffung entstehende Druckwelle ist zwar wesentlich schwächer als die eines vergleichbaren Sprengstoffes wie TNT, allerdings erfolgt die Verpuffung fast gleichzeitig in einer Kugel mit 10 bis 40 m Durchmesser. Der Brennstoff kann in Höhlensysteme, Bunker o. ä. eindringen, was diese Waffen auch gegen befestigte Ziele wirkungsvoll macht, gegen die konventionelle Sprengkörper wegen der mangelnden Druckwirkung nur eingeschränkt effektiv sind. Außerdem hält die Druckwirkung wesentlich länger an als bei einem konventionellen Sprengstoff. Darüber hinaus haben Aerosolbomben eine wesentlich stärkere Hitzewirkung als konventionelle Sprengladungen. Das macht diese Bombe effektiver für die Tötung von Menschen oder die Zerstörung ungepanzerter Fahrzeuge.
Als Folge der Verpuffung tritt nachfolgend auf die Druckwelle die „Vakuumwirkung“ ein, wie es auch bei herkömmlichen chemischen und nuklearen Sprengsätzen geschieht. Dieser Effekt gab der Waffe ihren umgangssprachlichen Namen. Durch den verhältnismäßig großen Feuerball ist allerdings die Sogwirkung im Vergleich zu einer gleich starken konventionellen Sprengladung wesentlich stärker. Dabei handelt es sich nicht um ein Vakuum im eigentlichen Sinne, sondern um eine Phase des Unterdrucks. Die Explosion entzieht der Luft Sauerstoff, weil der Sprengsatz kein eigenes Oxidationsmittel enthält, sondern dafür den vorhandenen Luftsauerstoff verwendet. Pro verbrauchtem Mol Sauerstoff entstehen mehr als ein Mol Reaktionsgase.
Der Erstickungstod ist eine häufige Folge einer Aerosolbombe. Der Grund liegt nicht in einem Sauerstoffmangel, sondern an Verletzungen der Lunge, einem sogenannten Barotrauma. Die Phase des Unterdrucks bewirkt eine Expansion der Luft in der Lunge, was zu entsprechenden Schäden führen kann. Die Eigenheiten einer Aerosolbombe – lange, relativ flache Druckwelle mit entsprechend ausgeprägter Druckabfallflanke, sowie der Verbrauch von atmosphärischem Sauerstoff – begünstigen dabei diese Wirkung. Sekundäreffekte können Vergiftungen durch Substanzen sein, die in der Ladung enthalten sind, beispielsweise Ethylenoxid oder Propylenoxid.
Zudem wird durch die der Verpuffung folgende starke Sogwirkung die Schadwirkung der Bombe an Gebäuden und Fahrzeugen wesentlich erhöht.
Die Druckwirkung über einem großen Gebiet führte auch zur Entwicklung von Systemen, die mit einer solchen Verpuffung Minen räumen sollen.

## Geschichte der Entwicklung
Das Grundprinzip ist in Form von Staubexplosionen schon seit Jahrhunderten bekannt. Erste Versuche zur gezielten Herbeiführung und militärischen Nutzung wurden während des Zweiten Weltkrieges von der deutschen Luftwaffe unternommen, um dem Mangel an konventionellen Sprengmitteln entgegenzuwirken. Als damaliger Erfinder dieser Art Waffen gilt Mario Zippermayr, der Braunkohlestaub als Explosivstoff nutzte. Die Entwicklung zur Einsatzreife gelang in den 1960er Jahren in den USA und gleichzeitig in der Sowjetunion. Von amerikanischer Seite sollten Aerosolbomben anfangs vor allem zur Entlaubung von Wäldern genutzt werden.

## Thermobare Waffen
Auch wenn beide Begriffe oft als Synonym verwendet werden, unterscheiden sich thermobare Waffen von Aerosolbomben. Bei einer thermobaren Waffe (aus englisch thermobaric und dieses aus thermo- für Hitze sowie baric für Druck) genügt im Gegensatz zur Aerosolbombe eine einzelne Sprengladung bzw. Explosion, um beide Schritte, die Verteilung des Aerosols und dessen Entzündung, gleichzeitig auszuführen. Dazu wird zusätzlich zu einer „normalen“ Explosion eine brennbare Substanz ohne oder mit wenig Oxidationsmittel (z. B. Sauerstoff) in der Luft verteilt, die sich durch die Explosion sofort entzündet. Dadurch wird der Effekt der ursprünglichen Explosion verstärkt, um eine größere Hitze- und eine längere Druckwirkung zu erreichen.
Der anfänglichen Druckwelle und dem damit verbundenen Überdruck folgt eine Phase, in der der durch die Explosion entstandene Unterdruck ein Zurückströmen der umgebenden Luft ins Zentrum der Explosion bewirkt. Der verdrängte und nicht explodierte Teil der brennbaren Substanz wird dabei durch den Unterdruck wieder zurückgesaugt, wobei er ähnlich wie Wasser in einen vorher zusammengedrückten Schwamm in alle nicht luftdicht verschlossenen Objekte eindringt und diese verbrennt.
Erstickung und innere Schäden bei Mensch und Tier sind die Folgen, selbst wenn sie sich während der eigentlichen Explosion außerhalb des Radius der sofortigen Einäscherung befanden, z. B. in tieferen Tunneln. Dies geschieht zum einen durch die Druckwellen und den Sauerstoffentzug, zum anderen auch durch den von den Objekten selbst aufgenommenen Feuerball.
2007 wurde in Russland eine 7 t schwere thermobare Bombe namens Vater aller Bomben getestet, deren Sprengkraft mit 44 t TNT-Äquivalent angegeben wurde und die damit die stärkste konventionelle Bombe der Welt wäre. Sie überträfe damit sogar die Sprengkraft der kleinsten Atombomben (W54: ab ca. 20 t TNT-Äquivalent). Die bis dato stärkste konventionelle Bombe der USA, die MOAB (oft als „Mother of all bombs“ interpretiert), hat eine nominelle Sprengkraft von 11 t TNT-Äquivalent, wiegt aber 9,5 Tonnen und ist so lang wie ein Kleintransporter.
Das in den 1980er Jahren entwickelte russische Raketenwerfersystem TOS-1 für thermobare Sprengköpfe kam im sowjetisch-afghanischen Krieg, im Zweiten Tschetschenienkrieg, bei der Schlacht um Mossul 2016/2017 gegen IS-Stellungen, im syrischen Bürgerkrieg in Latakia und im Russisch-Ukrainischen Krieg ab 2022 zum Einsatz.
Die USA setzten Aerosolbomben erstmals 2017 in Afghanistan ein. 2023 statteten die ukrainischen Seestreitkräfte Kamikaze-Seedrohnen mit Raketenwerfern aus, die Aerosolbomben abfeuern können; ob diese zum Beispiel im Kampf gegen die russische Schwarzmeerflotte bereits eingesetzt wurden, ist unklar.